# Héctor Marchena
Héctor Marchena de la O (Limón, 1965. január 4. – ) Costa Rica-i válogatott labdarúgó. 

## Pályafutása

### Klubcsapatban
1987 és 1992 között a Cartaginés játékosa volt. 1992 és 1996 között a Herediano csapatában játszott, melynek tagjaként 1993-ban bajnoki címet szerzett. Később szerepelt még a Turrialba (1996), a Ramonense (1999) és a Cartaginés (2000) együttesében.

### A válogatottban
1987 és 1994 között 48 alkalommal szerepelt az Costa Rica-i válogatottban. Részt vett az 1990-es világbajnokságon, ahol a Skócia, a Brazília, és a Svédország elleni csoportmérkőzésen, illetve a Csehszlovákia elleni nyolcaddöntőben is kezdőként lépett pályára. Tagja volt az 1991-es UNCAF-nemzetek kupáján győztes válogatott keretének is.

## Sikerei, díjai
CS Herediano
- Costa Rica-i bajnok (1): 1992–93

Costa Rica
- UNCAF-nemzetek kupája győztes (1): 1991